# 岑逸飛
岑逸飛（英語：SHUM Yat-Fei，1945年—），原名岑嘉駟，廣東順德人，生於江西省興國縣，人稱「飛哥」，外號「山今老人」。他曾任職編輯，翻譯，專欄作家，報章主筆，在電視及電台主持時事評論及清談節目，並兼任大學教授。愛好易經，有「易學專家」之稱，於1992年手寫《二十年易經卦象》，為香港占卦，他只寫下卦象，而不作評語。他也喜歡佛學，哲學，歷史，玄學等生活藝術及通識。

## 生平
岑逸飛昔日在澳門嶺華小學唸書至四年級，來香港後轉去金銀業貿易場學校就讀，學業成績一向很好，但在1958年小學會考後未能獲派任何學校。結果在父母向教育司署查詢實際情況下才知道署方把岑派到皇仁書院。他喜歡李白的詩句：「俱懷逸興壯思飛，欲上青天攬明月」，故稱自己為「逸飛」。1962年首次參加英文中學會考，同屆畢業同學尚有前香港考試及評核局副主席譚萬鈞、前嶺南大學校長陳坤耀、前香港考試及評核局秘書長蔡熾昌和前懲教署署長伍靜國。
1963年岑再以新法書院中五學生身份參加香港中學會考，翌年香港中文大學（簡稱：中大）初成立，他沒有多唸一年預科，就以自學形式考入中大。第一年他唸生物學，喜歡接近醫科，後來發覺在實驗室令人厭煩，而在大學三年級由化學系轉讀社會系，並嘗試做社工。岑逸飛在中大第三年，即1965年隨大學旅遊團到台灣，被大雨淋濕身，翌日發高燒，改寫一生：他被診斷患了橫置脊髓灰白質炎，導致雙腳活動不靈活。1968年停學三年的岑逸飛返回中大繼續學業，但因為用輪椅出入不方便，不能做家庭訪問，所以轉讀哲學系，1970年以二級榮譽的成績畢業。他在學士畢業之後，繼續修習碩士學位，並於1973年中大研究院哲學畢業。期間於油麻地萃華英文書院任職歷史科教師。

### 代表香港
岑逸飛是第一個參加「英聯邦傷殘運動會」的人。1971年，他代表香港到愛丁堡比賽乒乓球，勝過阿根廷，輸了給英國。1972年考獲駕駛執照，他是香港第一個會駕駛的傷殘人士，他表示：「在英國，發現那兒的傷殘人士都開車。」這是他愛出埠旅遊的原因。

## 家庭狀況
岑逸飛在九龍醫院做治療的時候，遇上漂亮的物理治療師楊家安，後來成為了他的太太。他們於1971年結婚，翌年誕下一女，太太婚後辭去物理治療師一職，在家相夫教女，十年後再添一子。兩名子女都已經學業有成，其中一名目前已移居澳洲。
香港中文大學的數學系教授岑嘉評是岑逸飛的長兄，比他年長五年，有“香港奧數之父”的美譽。

## 近期著作
岑公已處於半退休狀態，但仍為《香港經濟日報》，《讀者文摘》等撰寫專欄，及在香港各大學兼任客席講師。2003年9月開始，為香港理工大學企業發展院「企業經管人才發展中心」開設《中國商管智慧系列》課程。現為香港電台《講東講西》節目主力主持之一，並於2020年8月起成為《一分鐘閱讀》五名主持之一。
著述十餘種，近著為「生活智慧系列」五冊，包括《理得心安》，《活得自在》，《美得歡欣》，《樂得賞玩》及《悟得智慧》。遊記三種：《山巖上的古堡–遊訪英法》，《極地的子夜太陽–遊訪北歐四國》，及《絲路文化之旅》。